# Purple Haze
"Purple Haze" é uma canção gravada em 1967 por The Jimi Hendrix Experience, lançada como single no Reino Unido e nos Estados Unidos. Nos Estados Unidos também apareceu no álbum de 1967 "Are You Experienced". "Purple Haze" é muitas vezes considerada como uma das melhores canções de Jimi Hendrix e também o seu primeiro êxito internacional. Para muitos, é a sua canção de marca. Purple Haze tornou-se o segundo single de Hendrix após o seu manager Chas Chandler ter ouvido Hendrix a tocar o riff nos bastidores e rapidamente providenciando que ele gravasse e lançasse a canção.
O single chegou ao número 3 no Reino Unido mas apenas ao número 65 nos Estados Unidos, onde foi lançado em Junho de 1967, um mês depois de "Are You Experienced" e três meses depois do single no Reino Unido. Em Março de 2005, a revista Q classificou a canção como número um na sua lista das 100 Melhores Faixas de Guitarra. Esteve presente na lista das 500 melhores canções de todos os tempos da revista Rolling Stone.

## Letras
Hendrix disse que a canção foi inspirada por um romance de ficção científica de Philip José Farmer (a frase do livro é "névoa púrpura"). Hendrix afirmava que a canção era sobre amor, explicando que o verso "o que quer que seja, aquela rapariga enfeitiçou-me" era a chave para o significado das letras.
Crê-se que a canção é uma referência às experiências de Hendrix com uma variedade de LSD produzida em 1966 por Owsley Stanley. A forma farmacêutica comercial de LSD, feita pela Sandoz sob o nome comercial de "Delysid", vinha em pequenas cápsulas de gelatina púrpura. (Numa sessão para a BBC em 1967, Hendrix gravou uma versão de "Day Tripper" dos Beatles em que durante o orgástico solo de guitarra, ele grita "Oh, Owsley, can you hear me now?") (Oh, Owsley, consegues ourvir-me agora?). Outra história é que o trítono tratado mais abaixo depoletou a sua sinestesia de uma maneira que viu Cacimba Púrpura, levando muitos a acreditar que o nome da canção derivava de um tipo de marijuana, quando na verdade, foi o tipo de marijuana que foi nomeado assim por causa da canção. A canção tem um distinto intervalo trítono que aparece na introdução. A guitarra toca uma oitava Bb enquanto o baixo toca um oitava de E. Tal intervalo "dissonante" era incomum na música popular da época. O solo de guitarra é tocado através de um octavia, um pedal de efeitos que transpõe notas em oitavas. Também se ouve uma guitarra sobreposta na parte final da canção.
O verso "Excuse me while I kiss the sky" (Só um momento, enquanto eu beijo o céu) foi largamente mal apreendido como "Excuse me while I kiss this guy" (Só um momento, enquanto eu beijo este cara) (em inglês, the sky e this guy, dito depressa, pode ser confundido). Em alguns concertos, como piada, Hendrix claramente alterava a letra para "Excuse me, while I kiss that guy" (Só um momento, enquanto eu beijo aquele cara). Uma dessas ocasiões aparece no álbum Voodoo Child : The Jimi Hendrix Collection [Disc 2], e na box set The Jimi Hendrix Experience.

## Certificações
| Região                                                                                                  | Certificação | Vendas   |
| --- | ------------ | -------- |
| Japão                                                                                                   |              | 100,000  |
| Reino Unido (BPI)                                                                                       | Ouro         | 400,000^ |
| *números de vendas baseados somente na certificação ^números de vendas baseados somente na certificação |              |          |